# Anschlag auf das Einwohnermeldeamt Amsterdam
Koordinaten: 52° 22′ 0,4″ N, 4° 54′ 44,6″ O

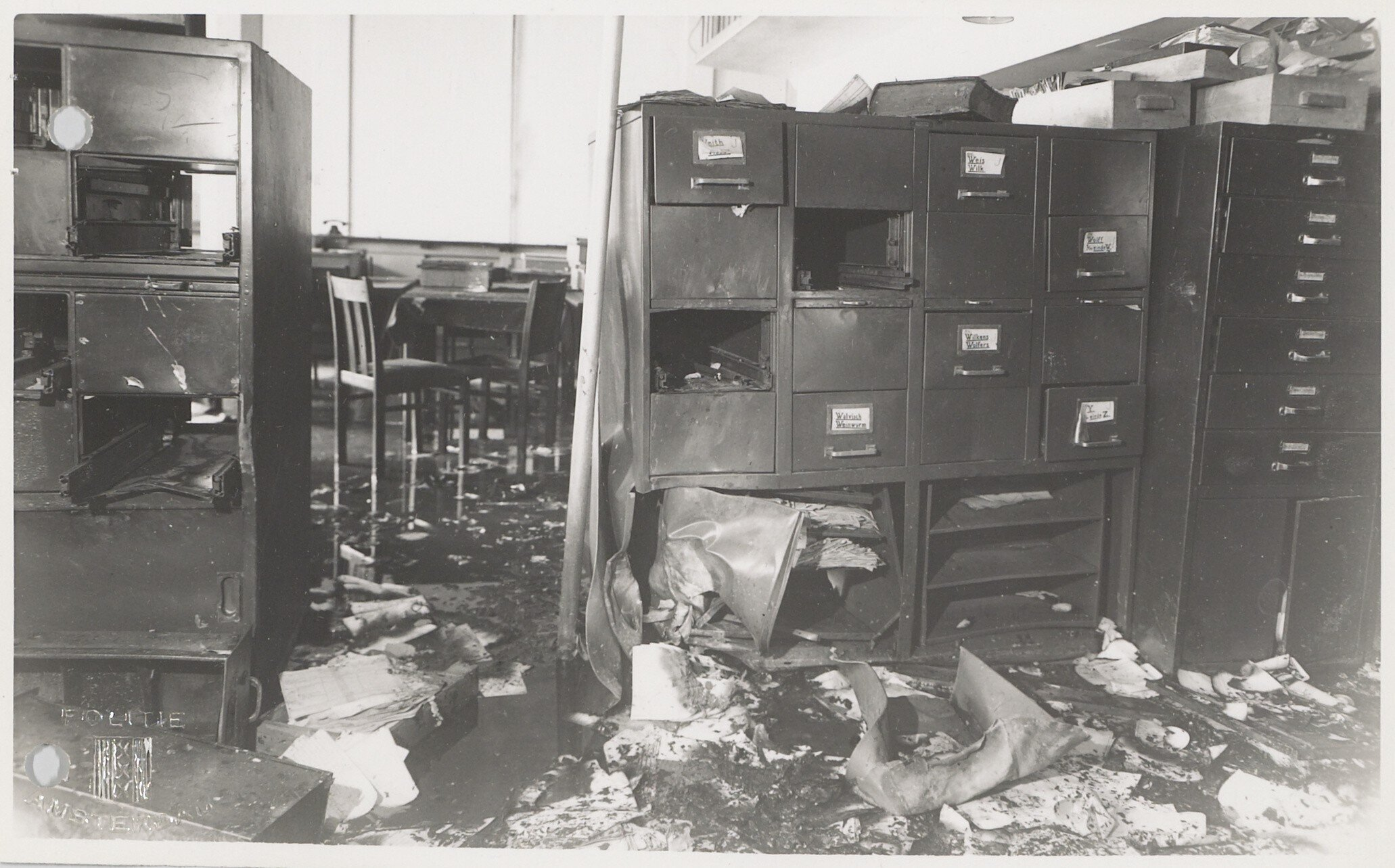
Das Einwohnermeldeamt Amsterdam am Tag nach dem Anschlag.

Der Anschlag auf das Einwohnermeldeamt Amsterdam (niederländisch: Bevolkingsregister Amsterdam) wurde am 27. März 1943 in Amsterdam an der Plantage Kerklaan 36 von einer Gruppe niederländischer Widerstandskämpfer um Gerrit van der Veen und Willem Arondeus durchgeführt. Damit sollten die niederländischen Widerstandsgruppen gestärkt sowie Zwangsarbeit und Judenverfolgung sabotiert werden.

## Hintergrund
Mit der deutschen Besetzung der Niederlande war 1940 die Identifikationspflicht eingeführt worden, und 1941 kamen Personalausweise mit Passbild und Fingerabdruck hinzu. Die dazugehörigen Registerunterlagen erleichterten die Kontrolle von Ausweisen, die Aushebung von Zwangsarbeitern und die Deportation von Juden, Sinti und Roma. Im Einwohnermeldeamt in der früheren Konzerthalle von Artis in der Plantage Kerklaan 36 waren die Amsterdamer Registerunterlagen zur Personalidentifizierung zentralisiert.
Gerrit van der Veen hatte die Untergrundorganisation Persoonsbewijzencentrale (PBC) aufgebaut, die den Untergrund bis Kriegsende mit insgesamt 80.000 gefälschten Ausweisen und zusätzlich mit erbeuteten echten Ausweispapieren versorgte. Der geplante Anschlag sollte nicht nur einen Großteil des Registerbestandes im Einwohnermeldeamt zerstören, sondern auch ein Zeichen des Protests setzen, dem weitere Widerstandsgruppen folgen sollten.

## Anschlag
Unter Leitung von Gerrit van der Veen und Willem Arondeus überwältigte eine Gruppe von etwa zehn Widerstandskämpfern – teilweise in niederländischer Polizeiuniform – in der Nacht vom 27. März 1943 das Wachpersonal des Amsterdamer Bevölkerungsregisters, um die dortigen Unterlagen zu vernichten. Durch den Anschlag wurde die Kartothek größtenteils zerstört. Die hinzugerufene Feuerwehr, die um die Bedeutung der Register wusste, verzögerte die Löscharbeiten und schädigte die Akten durch übermäßigen Löschwassereinsatz zusätzlich. 800.000 Einwohnerkarten wurden zerstört, 600 Blankoausweise und 50.000 Gulden erbeutet und die Beteiligten entkamen.

## Verfolgung

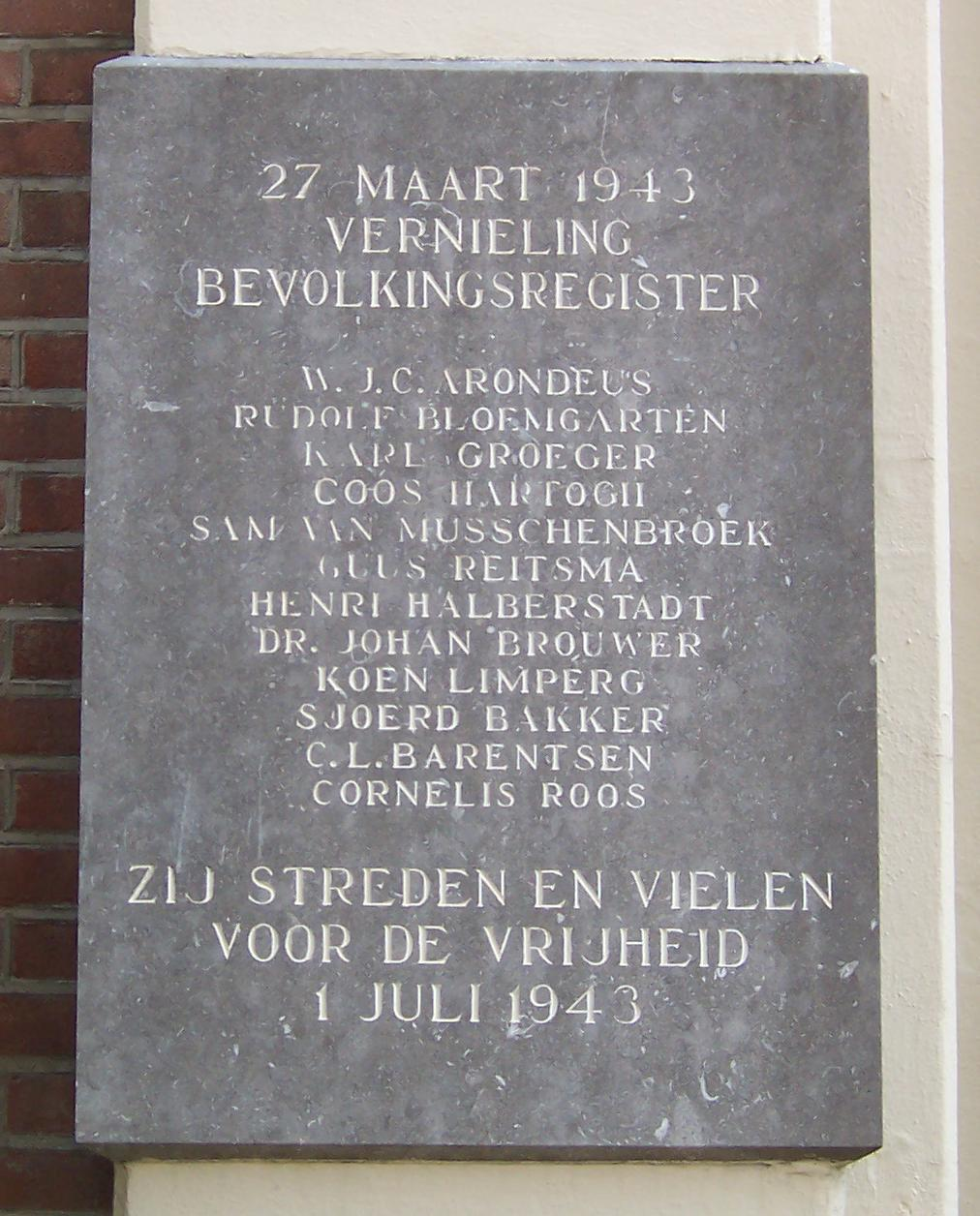
Gedenkplakette beim ehemaligen Einwohnermeldeamt

Auf die Täter wurde eine Belohnung von 10.000 Gulden ausgesetzt und durch Verrat wurden die meisten beteiligten Personen verhaftet und verurteilt. Am 18. Juni 1943 wurden Willem Arondeus, Johan Brouwer, Sam van Musschenbroek, Karl Gröger, Henri Halberstadt, Rudi Bloemgarten, Auguste Chrétie Reitsma, Cornelis Roos, Sjoerd Bakker, Cornelis Leende Barentsen und Coos Hartoch zum Tode verurteilt und am 1. Juli 1943 hingerichtet. Gerrit van der Veen konnte untertauchen, wurde aber später verhaftet und am 10. Juni 1944 hingerichtet. Frieda Belinfante konnte untertauchen, indem sie sich als Mann verkleidete.